# Pendra
Pendra é uma cidade e uma nagar panchayat no distrito de Bilaspur, no estado indiano de Chhattisgarh.

## Geografia
Pendra está localizada a 22° 46′ N, 81° 57′ L. Tem uma altitude média de 592 metros (1942 pés).

## Demografia
Segundo o censo de 2001, Pendra tinha uma população de 12 392 habitantes. Os indivíduos do sexo masculino constituem 50% da população e os do sexo feminino 50%. Pendra tem uma taxa de literacia de 70%, superior à média nacional de 59,5%: a literacia no sexo masculino é de 78% e no sexo feminino é de 63%. Em Pendra, 13% da população está abaixo dos 6 anos de idade.